# یاپ کیم هوک
یاپ کیم هوک (انگلیسی: Yap Kim Hock؛ زادهٔ ۲ ژوئیهٔ ۱۹۷۰) بدمینتون‌باز اهل مالزی است.